# فالسترونا
فالسترونا (بالإيطالية: Valstrona)‏ هي كومونا تقع في إيطاليا في مقاطعة فربانو كوزيو أوسولا. يقدر عدد سكانها بـ 1,286 نسمة ومساحتها 48.8 كم2 .

## السكان
في سنة 1861 بلغ عدد السكان 1٬734 نسمة، وتطور العدد ليصل في سنة 2011 لـ 1٬268 نسمة.
يظهر هذا المخطط البياني تطور النمو السكاني لـ فالسترونا